# Seyyed Rajab
Seyyed Rajab är en ort i Iran.   Den ligger i provinsen Khuzestan, i den centrala delen av landet, 400 km söder om huvudstaden Teheran. Seyyed Rajab ligger 681 meter över havet och antalet invånare är 105.
Terrängen runt Seyyed Rajab är huvudsakligen kuperad, men åt nordväst är den bergig. Runt Seyyed Rajab är det ganska glesbefolkat, med 48 invånare per kvadratkilometer. Närmaste större samhälle är Masjed Soleymān, 15,5 km sydväst om Seyyed Rajab. Omgivningarna runt Seyyed Rajab är i huvudsak ett öppet busklandskap.